# Nyílfarkú zöldgalamb
A nyílfarkú zöldgalamb (Treron apicauda) a madarak osztályának galambalakúak (Columbiformes) rendjébe és a galambfélék (Columbidae) családjába tartozó faj.
A magyar név forrással nincs megerősítve.

## Előfordulása
Banglades, Bhután, Kambodzsa, Kína, India, Laosz, Mianmar, Nepál, Thaiföld és Vietnám területén honos.

## Alfajai
- Treron apicauda apicauda
- Treron apicauda laotinus
- Treron apicauda lowei

## Megjelenése
Testhossza 42 centiméter.